# Ivulja
Ivulja (zmajeglavka; lat. Dracocephalum), biljni rod iz porodice medićevki čijih je 76 vrsta rašireno uglavnom po  Srednjoj i umjerenoj Aziji (Ruski daleki istok, Sibir), nešto u Europi, Kini, Mongoliji,  i jedna u Sjevernoj Americi. 
U Hrvatskoj raste Ruyschijeva ivulja (D. ruyschiana) koja je raširena i po Aziji i po Europi. U Sjevernoj Americi jedina domaća vrsta je D. parviflorum, gdje je nazivaju “American dragonhead” (“američki zmajoglav”)

## Vrste
1. Dracocephalum adylovii I.I.Malzev
2. Dracocephalum aitchisonii Rech.f.
3. Dracocephalum argunense Fisch. ex Link
4. Dracocephalum aucheri Boiss.
5. Dracocephalum austriacum L.
6. Dracocephalum bipinnatum Rupr.
7. Dracocephalum botryoides Steven
8. Dracocephalum breviflorum Turrill
9. Dracocephalum bullatum Forrest ex Diels
10. Dracocephalum calophyllum Hand.-Mazz.
11. Dracocephalum charkeviczii Prob.
12. Dracocephalum discolor Bunge
13. Dracocephalum diversifolium Rupr.
14. Dracocephalum ferganicum Lazkov
15. Dracocephalum foetidum Bunge
16. Dracocephalum formosum Gontsch.
17. Dracocephalum forrestii W.Sm.
18. Dracocephalum fragile Turcz. ex Benth.
19. Dracocephalum fruticulosum Stephan ex Willd.
20. Dracocephalum ghahremanii Jamzad
21. Dracocephalum grandiflorum L.
22. Dracocephalum heterophyllum Benth.
23. Dracocephalum hoboksarensis G.J.Liu
24. Dracocephalum imberbe Bunge
25. Dracocephalum imbricatum C.Y.Wu & W.T.Wang
26. Dracocephalum integrifolium Bunge
27. Dracocephalum isabellae Forrest
28. Dracocephalum jacutense Peschkova
29. Dracocephalum junatovii A.L.Budantsev
30. Dracocephalum kafiristanicum Bornm.
31. Dracocephalum karataviense Pavlov & Roldugin
32. Dracocephalum komarovii Lipsky
33. Dracocephalum kotschyi Boiss.
34. Dracocephalum krylovii Lipsky
35. Dracocephalum lindbergii Rech.f.
36. Dracocephalum longipedicellatum Muschl.
37. Dracocephalum microflorum C.Y.Wu & W.T.Wang
38. Dracocephalum moldavica L.
39. Dracocephalum multicaule Montbret & Aucher ex Benth.
40. Dracocephalum multicolor Kom.
41. Dracocephalum nodulosum Rupr.
42. Dracocephalum nuratavicum Adylov
43. Dracocephalum nutans L.
44. Dracocephalum oblongifolium Regel
45. Dracocephalum olchonense Peschkova
46. Dracocephalum origanoides Stephan ex Willd.
47. Dracocephalum palmatoides C.Y.Wu & W.T.Wang
48. Dracocephalum palmatum Steph. ex Willd.
49. Dracocephalum parviflorum Nutt.
50. Dracocephalum paulsenii Briq.
51. Dracocephalum peregrinum L.
52. Dracocephalum pinnatum L.
53. Dracocephalum polychaetum Bornm.
54. Dracocephalum popovii T.V.Egorova & Sipliv.
55. Dracocephalum propinquum W.Sm.
56. Dracocephalum psammophilum C.Y.Wu & W.T.Wang
57. Dracocephalum purdomii W.Sm.
58. Dracocephalum renati Emb.
59. Dracocephalum rigidulum Hand.-Mazz.
60. Dracocephalum rupestre Hance
61. Dracocephalum ruyschiana L.
62. Dracocephalum sajanense Stepanov
63. Dracocephalum schischkinii Strizhova
64. Dracocephalum scrobiculatum Regel
65. Dracocephalum spinulosum Popov
66. Dracocephalum stamineum Kar. & Kiril.
67. Dracocephalum stellerianum Steud. ex Benth.
68. Dracocephalum subcapitatum (Kuntze) Lipsky
69. Dracocephalum surmandinum Rech.f.
70. Dracocephalum taliense Forrest
71. Dracocephalum tanguticum Maxim.
72. Dracocephalum thymiflorum L.
73. Dracocephalum truncatum Y.Z.Sun ex C.Y.Wu
74. Dracocephalum velutinum C.Y.Wu & W.T.Wang
75. Dracocephalum wallichii Sealy
76. Dracocephalum wendelboi Hedge

## Sinonimi
- Cephaloma Neck.; Elem. 1: 314 (1790)
- Dracontocephalium Hassk.; Cat. Hort. Bog. Alt. 132 (1844)
- Fedtschenkiella Kudr.; Bot. Mater. Gerb. Bot. Inst. Uzbekistansk. Fil. Akad. Nauk SSSR 4: 3 (1941)
- Moldavica Fabr.; Enum. Meth. Pl. 55 (1759)
- Prunellopsis Kudô; Bot. Mag., Tokyo 34: 181 (1920)
- Ruyschia Fabr.; Enum. Meth. Pl. 55 (1759), non Jacq.
- Ruyschiana Mill.; Gard. Dict. Abridg. Ed. 4 (1754)